# Beaussais
Beaussais est une ancienne commune française, située dans le département des Deux-Sèvres et la région Nouvelle-Aquitaine. Le 1er janvier 2013 elle fusionne avec Vitré pour former la commune nouvelle de Beaussais-Vitré.

## Géographie

### Communes limitrophes
|                                    | La Couarde |                              |
| Vitré (Commune de Beaussais-Vitré) | Beaussais  | Sepvret                      |
| Celles-sur-Belle                   | Melle      | Saint-Léger-de-la-Martinière |

## Toponymie
Le nom de la localité est attesté sous les formes Bauchay[Quand ?], Bauceium en 1243.
Toponyme venant du gaulois *belsa (plaine, plateau).

## Administration
| Période   | Période   | Identité       | Étiquette | Qualité            |
| --------- | --------- | -------------- | --------- | ------------------ |
| mars 1995 | mars 2008 | Éric Gautier   | PS        | Conseiller général |
| mars 2008 |           | Alain Daniault |           |                    |

## Démographie
À partir du XXIe siècle, les recensements réels des communes de moins de 10 000 habitants ont lieu tous les cinq ans. Pour Beaussais, cela correspond à 2007, 2012, 2017, etc. Les autres dates de « recensements » (2006, 2009, etc.) sont des estimations légales.
La population a atteint un maximum en 1851 avec 896 habitants, puis a baissé périodiquement pour atteindre 356 habitants en 1999. Elle a ensuite connu une légère hausse jusqu'à aujourd'hui.
| 1793 | 1800 | 1806 | 1821 | 1831 | 1836 | 1841 | 1846 | 1851 |
| ---- | ---- | ---- | ---- | ---- | ---- | ---- | ---- | ---- |
| 742  | 737  | 768  | 770  | 881  | 850  | 830  | 834  | 896  |

| 1856 | 1861 | 1866 | 1872 | 1876 | 1881 | 1886 | 1891 | 1896 |
| ---- | ---- | ---- | ---- | ---- | ---- | ---- | ---- | ---- |
| 886  | 849  | 817  | 809  | 781  | 759  | 756  | 752  | 738  |

| 1901 | 1906 | 1911 | 1921 | 1926 | 1931 | 1936 | 1946 | 1954 |
| ---- | ---- | ---- | ---- | ---- | ---- | ---- | ---- | ---- |
| 761  | 748  | 724  | 633  | 608  | 581  | 558  | 536  | 524  |

| 1962 | 1968 | 1975 | 1982 | 1990 | 1999 | 2007 | 2011 | 2013 |
| ---- | ---- | ---- | ---- | ---- | ---- | ---- | ---- | ---- |
| 502  | 445  | 374  | 390  | 362  | 356  | 404  | 968  | 989  |

## Lieux et monuments
- Le Temple protestant, implanté dans une ancienne église romane du XIIe siècle.

- La Maison du Protestantisme[8]

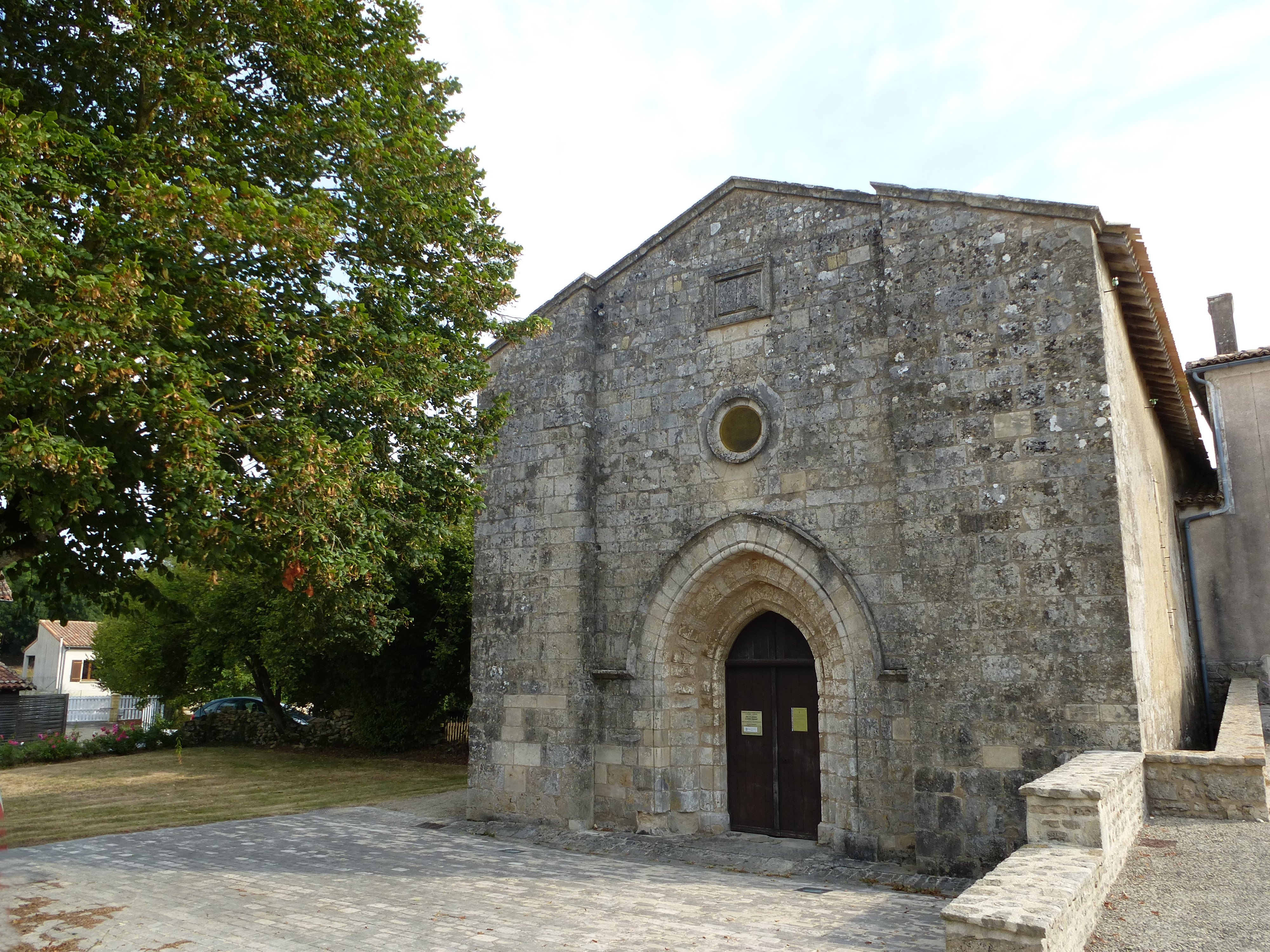
Le temple de Beaussais, ancienne église romane du XIIe siècle.

- Le Château la Boulaye à Beaussais-Vitré - 79370 - XVe siècle - C'est un manoir où a vécu le chevalier de Méré à la fin de sa vie.

## Personnalités liées à la commune
- André Pacher, né à Beaussais en 1932, cofondateur de l'UPCP, et auteur d'expression poitevine-saintongeaise, dans une de ses variantes poitevines des Deux-Sèvres, celle du centre Mellois.